# Guitoune
- Chez les populations d'Afrique du Nord et réutilisé en argot militaire, une guitoune (Maghr. : « gayton », Ber. : « Lauguatan » ou « Illaguaten », arabe : قيطون (qyṭwn, « tente »), ou bien aussi xaima = grand velum plein de mâts et de toile) désigne une tente ou un abri de fortune. Le terme « gayton » est utilisé au Maroc pour désigner une sorte de tissu ou de toile.
- abri de tranchée (1914) synonyme de cagna[1]